# Aurelín
Aurelin [pronunciación en polaco: /auˈrɛlin/] es un pueblo ubicado en el distrito administrativo de Gmina Uchanie, dentro del condado de Hrubieszów, voivodato de Lublin, en el este de Polonia. Se encuentra aproximadamente a 6 kilómetros al noreste de Uchanie, a 20 kilómetros al noroeste de Hrubieszów y a 86 kilómetros al sureste de la capital regional Lublin.